# Ziggy Marley and the Melody Makers
Ziggy Marley and the Melody Makers foi um grupo de reggae composto por Ziggy Marley, Stephen Marley, Sharon Marley e Cedella Marley, todos filhos do lendário Bob Marley. O grupo durou mais ou menos quinze anos de 1985 até 2000, tendo passado por várias gravadoras, incluindo as famosas Elektra e Atlantic.

## Discografia
- Play the Game Right (1985)
- Children Playing (1986)
- Hey World! (1986)
- Time Has Come: The Best Of Ziggy Marley and the Melody Makers (1988)
- Conscious Party (1988)
- One Bright Day (1989)
- Jahmekya (1991)
- Joy and Blues (1993)
- Free Like We Want 2 B (1995)
- The Best Of (1988 - 1993) (1997)
- Fallen Is Babylon (1997)
- Spirit Of Music (1999)
- Live Vol. 1 (2000)